# 워게임스 매치
워게임즈 매치(WarGames match)는 프로레슬링 경기 방식 중 하나로, WCW에서 1999년까지 시행하다가 WWE에서는 2017년 NXT 테이크오버를 통해 부활되었다.